# جون فوربس (كاتب)
جون فوربس (بالإنجليزية: John Forbes)‏ هو كاتب ومؤلف وشاعر أسترالي، ولد في 1 سبتمبر 1950 في ملبورن في أستراليا، وتوفي في 23 يناير 1998.